# Vladan Matić
Vladan Matić (serbisch-kyrillisch Владан Матић, * 28. April 1970 in Šabac) ist ein serbischer Handballtrainer und ehemaliger Handballspieler.

## Karriere

### Spieler
Vladan Matić spielte als rechter Rückraumspieler und rechter Außenspieler zunächst in seiner Heimatstadt für Metaloplastika Šabac. 1993 wechselte der Linkshänder zum RK Partizan Belgrad, mit dem er 1994 und 1995 jugoslawischer Meister sowie 1994 auch Pokalsieger wurde. Nach zwei Jahren ging er zum Stadtrivalen RK Roter Stern Belgrad, mit dem er 1996 und 1997 erneut die Meisterschaft sowie 1996 den Pokal errang. Anschließend kehrte er zu Partizan zurück, wo er 1999 seine vierte Meisterschaft sowie 1998 und 2001 weitere Pokale gewann. Von 2001 bis zu seinem Karriereende 2007 lief er für den ungarischen Verein Pick Szeged auf. In Ungarn gewann er 2006 den Pokal und zum Abschluss seiner Laufbahn 2007 die Meisterschaft.
Für die Jugoslawische Nationalmannschaft bestritt Vladan Matić 105 Länderspiele. Bei der Weltmeisterschaft 1999 und 2001 gewann er Bronze. Bei den Olympischen Spielen 2000 belegte er den vierten Platz.

### Trainer
Ab 2007 wurde Vladan Matić Cheftrainer bei Pick Szeged, mit dem er 2008 den Pokal gewann. Von Oktober 2008 bis Februar 2010 war er Assistenztrainer der ungarischen Nationalmannschaft. Im November 2009 übernahm er den ungarischen Verein Ferencvárosi TC. Im Sommer 2011 unterzeichnete er einen Zweijahresvertrag beim slowenischen Topklub RK Celje, mit dem er 2012 den Pokal errang. Nachdem er im Oktober 2013 die serbische Nationalmannschaft übernahm, legte er im Dezember 2013 den Posten bei Celje nieder. Nach der verpassten Qualifikation zur Weltmeisterschaft 2015 trat er im Juni 2014 als Nationaltrainer zurück. Ab Sommer 2014 trainierte er Tatabánya KC. Im Jahr 2022 kehrte er nach Serbien zurück und übernahm Metaloplastika Šabac. Seit 2024 trainiert er RK Vojvodina, mit dem er 2025 den serbischen Pokal gewann.